# 民法 (日本)
民法（明治29年4月27日法律第89号），是在日本国内施行的私法中最重要的法规。广义的日本民法概念，除了该法律之外，还包括《不动产登记法》、《户籍法》等特别法。而狭义的日本民法，就是指该部法律，为了区别，日本法学界也将该法律称为“民法典”。现行日本民法典自1898年7月16日（明治31年）开始施行，由日本民法学家梅谦次郎、富井政章、穗积陈重等三人起草而成。基本上繼承德國民法典的五編制。该部法典共分为总则、物权编、债权编、亲族编和继承编，共有1044条。

## 概要
日本民法典最初的版本是由法国巴黎大学教授博瓦索纳德以法国民法典为基础起草的财产法部分（称为“博瓦索纳德草案”）与日本人起草的家族法部分构成；该草案于1890年（明治23年）公布，即“旧民法”，基本结构与法国民法典相近。后来，由于该法典的家族法部分与日本传统家族制度形成了很大的冲突，遭到了日本国内学者的极大反对，并引起了一场法典论战。结果是，旧民法并未得到施行，明治政府起用上述三位日本民法学者起草新的民法典。这部新的民法典于1898年开始施行至今，別稱“明治民法”。
日本民法典属于大陆法系的法律，受到了法国民法典和同时期起草的德国民法典的影响，也对此后东亚地区的民法典比如《中华人民共和国民法典》等之编纂带来了深远的影响。而《大清民律草案》、《中华民国民法》、《大韩民国民法典》等民法典在编纂过程中都有日本民法学者参与，带有明显的日本民法典的痕迹。
该部民法诞生于社会情势和价值观发生巨变的明治维新之后，一方面遭到了穂积八束为代表的保守派法学学者的批评，被认为抛弃了日本的历史传统，摧毁了悠久的家族制度，但另一方面，日本最高审判机构大审院为主的司法界却认为民法保留了太强大的户主权，因此在1925年（大正14年）通过了《亲族法改正要纲》、《继承法改正要纲》来限制户主权。此后法学界中“争取女权、男女平等”的观点也占据主流，随着二战后日本国宪法的制定，民法最后两编进行了大幅度的修订，废止了日本旧有的家制度。这次修法的主要学者是奥野健一、我妻荣、中川善之助等人，而诚实信用原则及权利滥用等法理也在这一时期载入民法条文（现行民法第1条第2、3项）。
综上所述，民法典的两部分尽管分别在明治29年和明治31年通过，但后者（亲族、继承）往往被视为前一部法律的补充。在引用民法时，都以《民法》稱呼（明治二十九年四月二十七日法律第八九号）。
另外，民法施行法规定了上述两部分法律为一个整体，而条文号也是连续编号，因此实质上可以认为是一部法律，此后，随着2005年施行的民法修正法案（平成16年法律第147号），民法的条款进行了大幅增删后编号也是整体编排的，因此更应当被视为是一部民法典。

## 沿革

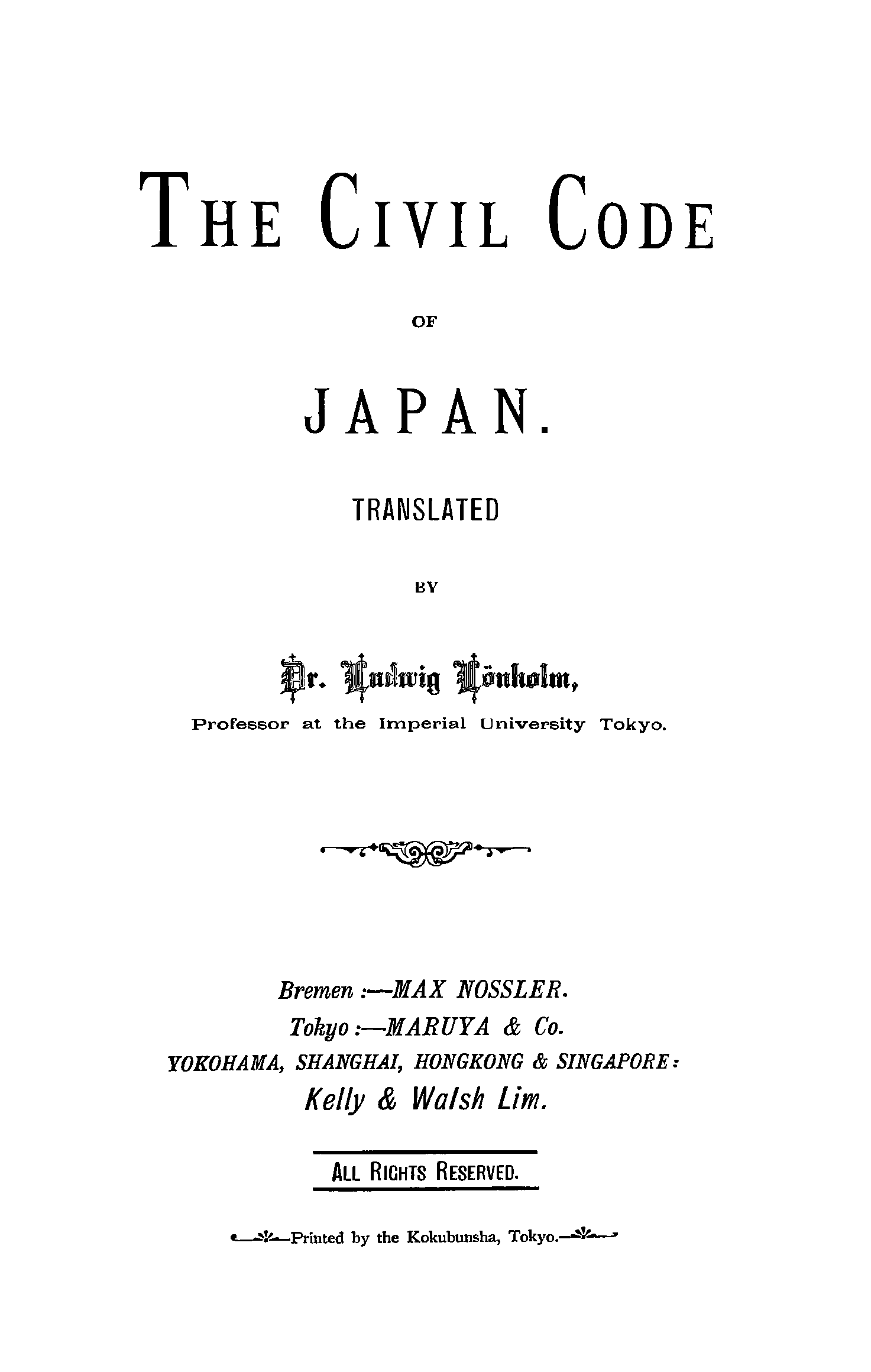
1898年出版的英译版民法典封面

### 旧民法以前
在8世纪，日本政府模仿中国的律令法，颁布了大宝令，其中也规定了带有民法性质的大量规定。但是12世纪末的武家政权废止了律令法，此后就没有社会上一般通用的民法典。另外，户令应分条（继承法）的相关文章记载于江户时代国学家村田春海的随笔《织锦舍随笔》。
到了19世纪中叶，日本闭关锁国政策遭遇失败，欧美列强与其签订的不平等条约中就规定了民法典的制定。因此日本政府也要求尽快制定民法。在这一背景下，明治新政府的首任司法卿江藤新平对箕作麟祥下令，“虽有误译也无妨，只求速速翻译”法国民法典（称为“敷写民法”）。
此外，在明治31年正式制定完成明治民法之前，政府也发布了若干个有关家族法的太政官政令。

### 旧民法
1890年（明治23年），因遭到日本部分学者的强烈反对，法国民法学者博瓦索纳德等人起草的《民法财产编・财产取得编・债权担保编・证据编》（明治23年4月21日法律第28号）以及《民法财产取得编・人事编》（明治23年10月7日法律第98号）宣告延迟施行，该部法令有“旧民法”之稱。
在旧民法中，关于人事编及财产取得编中的继承、赠与、遗赠、夫妇财产契约的部分法条需要考虑到日本固有的民情惯例，因此仅任命司法省民法编纂会议的磯部四郎及熊野敏三等日本人委员担任起草工作。因此，旧民法草案在旧民法公布之前的10年间经过了博瓦索纳德以及日本人委员等的多次修订，与旧民法并不完全相同。特别是，旧民法草案中，财产编、财产取得编连续编号为1000条（修正案的第501条至1502条），而旧民法中5编分别都从第1条开始编号。
旧民法在起草之处，也参考了当时的意大利民法、荷兰民法、比利时民法草案等，但基本上以《法国民法典》为底本（称為“模仿民法”）。然而博瓦索纳德却反对照抄照搬法国民法典，而主张日本法学者应当符合日本旧有的传统，起草一部符合日本社会和文化特质的民法典。
值得一提的是，当时未经施行而直接废止的法律还包括《法例》（明治23年法律第97号）。

### 现行民法

#### 家族法
主流学说认为，旧民法中的亲族法、继承法（家族法、身份法）部分，作为民法典论争中的核心焦点经过了充分讨论，因此反而在明治民法中没有再次經歷大幅修改，而几乎得到全盘接受。

#### 财产法
现行日本民法典中的财产法部分，不同于脱胎自法国民法典的旧民法，而是在参照多国法典、草案、法令的基础上，通过比较法的方法，从各法案中取长补短而编纂而成的（有“参酌民法”之稱），其中尤以参照罗马法而起草的德意志民法草案第一（第一议会草案，又称为“德民草案”）为最重要的参考来源之一。但是，在物权法范围内，由于涉及日本独特的法律习惯及社会实际，受到的德意志法的影响相对比较小（特别是不动产物权变动的部分）。另外，由于受到德意志本土的日耳曼法影响较深的德意志民法第二草案迟于日本民法典的起草，因此仅在起草过程中才影响日本民法的立法者，例如在即时取得制度中，可以看到日耳曼法的影子。
日本民法起草过程中参照的其他日耳曼法的法典及草案包括萨克森王國、普鲁士、瑞士（联邦法、州法）、奥地利、蒙特内哥罗等，另外还有法国法系的法国、意大利、西班牙、比利时、荷兰、葡萄牙的民法以及英美法系的印度、英国和美国法等，另外也有俄罗斯民法等，但梅谦次郎认为影响最为深远的包括德国、瑞士、蒙特內哥羅、西班牙等国的法律。
关于上述各国法律的影响的比例，明治时期的民法学者冈松参太郎认为，从当时的立法过程中进行分析，大致比例为德国60%、法国30%、英国2%、日本原有习惯8%。
从英美法中继受的制度主要包括规定了越权行为原则的民法典第34条（法人的能力）、继受了哈德雷诉巴克森代尔案确立的损害赔偿范围的民法第416条。这可能是由于起草者之一的穂积最初曾留学过英国，但梅博士负责起草的部分也能看到英国法的些许影响。事实上大陆法系的民法典中也存在一部分成文法较少，将大量规则交由判例来解释的方法，这些也可視同受到英美法的部分影响。
由于上述法典继受的原因，日本法学界和实务界都开始热衷于向德国法学学习（又称“学说继受”），尤其在明治、大正时期更为明显。这一时期的代表性学者包括川名兼四郎・石坂音四郎・鸠山秀夫等人。从大正时期到昭和时期，吸收了末弘严太郎对过于偏重德意志法学文献的批评精神，公认为日本民法学第一人的我妻荣也认为日本民法受到了德意志民法的巨大影响。
然而，近年来，星野英一等民法学者根据起草者之一的梅谦次郎说过的“对法兰西民法或源自法兰西民法的其他法典的学说、判例的参考程度至少不少于德意志民法”（梅謙次郎「開会の辞及ひ仏国民法编纂の沿革」仏蘭西民法百年紀念論集3頁）这一论述，尽管日本民法典在编排体例上沿用了德国民法典，但从内容上来看，起码有一半以上的法条仍然是以法国民法典为基础的。因此学术界对于受德意志法学影响较大的判例及通说等有一种批判性反思的倾向，其中包括内田贵教授提出的立法论。
另一方面，一些学者却认为，纵使是公认最偏重法国民法的梅博士，雖主张日本民法的最主要来源是法国民法典而非德民草案，但在民法典起草过程中也曾表示过“最重要的参考模范法典不是法国民法典，而是德民草案”。因此他们认为，应当强调从德意志民法中吸取营养以发展日本民法解释论，且不能无视其他起草者曾经有过的类似观点，不应当过度强调法国法的重要性。究其本源，德国民法、法国民法与英美私法也并非毫无联系的独立个体，其源头都来自罗马法，且相互影响发展至今，因此单方面排斥德国民法而独尊法国民法的观点也似乎缺乏充分的基础。
另外在明治民法的全部1197个条文中，曾参考了法国民法典714次（59.6%），意大利民法典695次（58.1%），西班牙民法典649次（54.2%）、比利时民法典638回（53.3%），某种意义上确实可以说日本民法的一大半内容是参照了法国民法及其分支。但也有研究表明，日本起草者也参考了德意志民法草案790次（66.6%），如果单纯从参考的次数多少而言，德意志民法仍然是对日本民法影响最大的一部法案。
总而言之，日本的法学者认为，不能纠结于日本民法是否脱胎于某部特定的外国法，而应当认识到日本民法应当成为一部切合日本人实际情况的民法。
日本民法典，作为亚洲各国中最早诞生的民法，对其殖民地以及其他亚洲国家的民法典制定过程产生了深远的影响。例如，泰国民商法典的起草者就认为日本民法典基本继承了德意志民法的精髓，因此虽然日本法学家未直接参与其中，但泰国人仍然主动参考日本民法典而完成了泰国民法的起草。

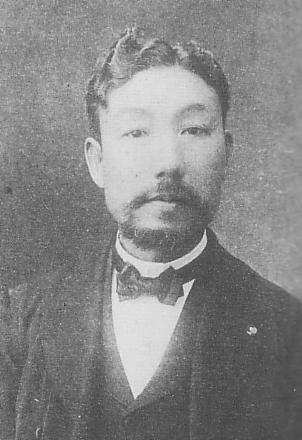
梅谦次郎

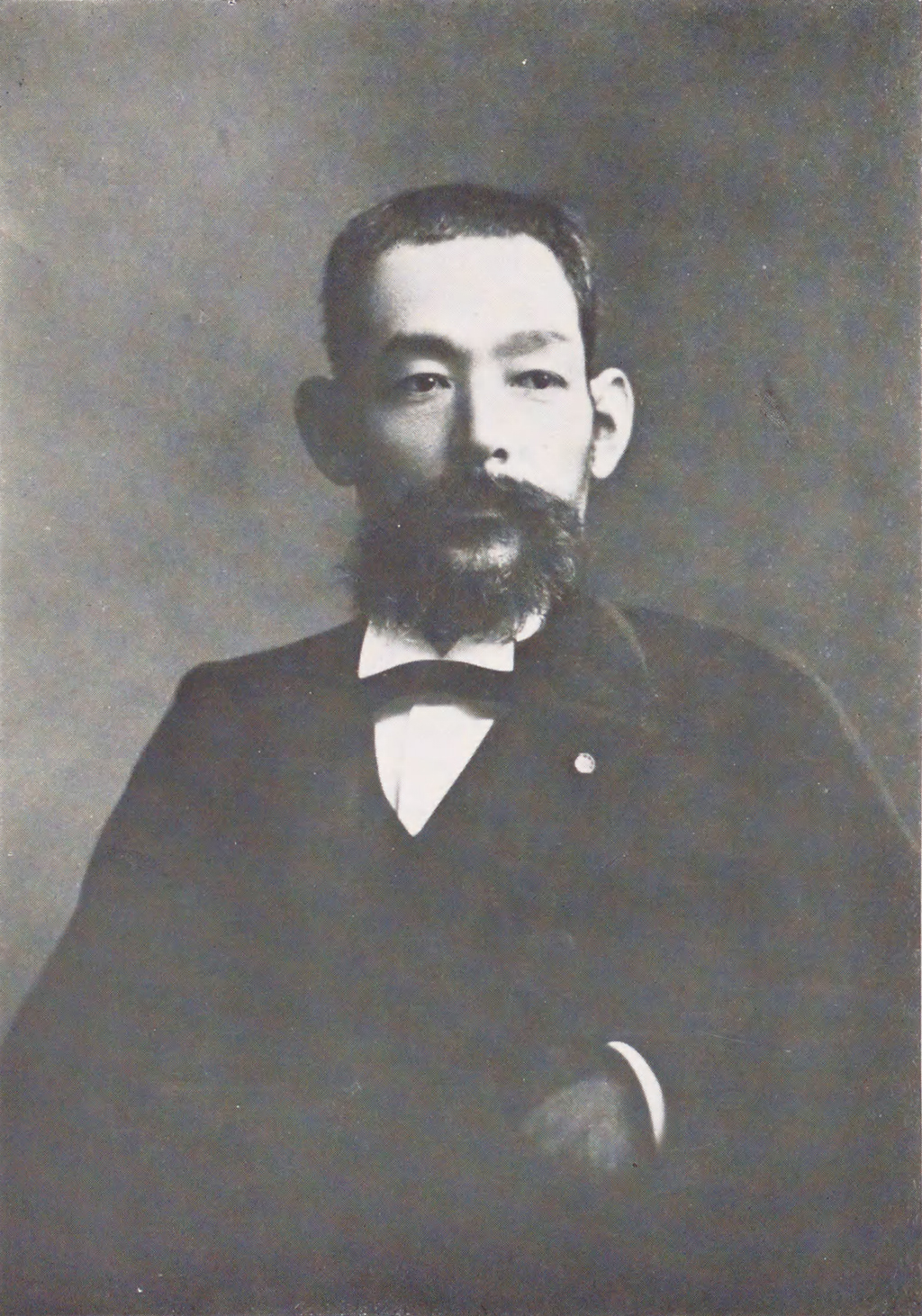
富井政章

## 民法典之构成
日本民法典在结构上采用了与德国民法典类似的潘德克顿式法典。法典正文共有1044条。不同于法国民法及旧民法将相当于亲属编的人事编置于民法典开篇的传统，日本民法典根据近代个人主义的观点，认为与基于身份关系的权利变动比较，基于人的意思表示而作出的契约行为是民法中最核心的内容，因此模仿萨克森王国民法典及德民草案，将亲属编与继承编一起置于财产相关法条之后。因此在理论上，往往将前三编（总则、物权、债权）统称为财产法或契约法，而将第四、五编（亲属、继承）称为身份法或家族法。

### 财产法的组成
以财产法的法律关系为对象的法条，可以分为规定财产所有关系的规则（所有权相关的法条）、规定合同关系的规则（契约法）以及规定侵权行为关系的规则（侵权法）。上述后两种规则合起来，可以抽象为特定主体对其他特定主体可以请求履行某种给付义务的债权，而第一种规则是规定了直接支配处分物的权利，即特定主体可以对其他全体法律主体主张的物权。
进一步分析的话，关于债权的发生原因，除了契约发和侵权法之外，还有一些特殊的法律关系，包括无因管理和不当得利。而关于物权，除了所有权外，也有仅带有一部分权能的用益物权和担保物权。当然，物权和债权共通的规则也是民法的重要组成部分（即民法总则）。
综上所述，财产法部分由以下内容组成。
- 第1编 总则
  - 第1章 通则
  - 第2章 人
  - 第3章 法人
  - 第4章 物
  - 第5章 法律行为
  - 第6章 期限
  - 第7章 时效
- 第2编 物权（物权法）
  - 第1章 总则
  - 第2章 占有权
  - 第3章 所有权
- 用益物权
  - 第4章 地上权
  - 第5章 永小作权
  - 第6章 地役权
- 担保物权
  - 第7章 留置权
  - 第8章 先取特权
  - 第9章 质权
  - 第10章 抵押权
- 第3编 债权
  - 第1章 总则
    - 债权的目的 - 债权的效力 – 复数当事者的债权 - 债权转让 - 债权的消灭

  - 第2章 契约（契约法）
    - 总则 - 赠与 - 买卖 - 交换 - 消費借贷 - 使用借贷 - 租赁 - 雇佣 - 承揽 - 委托 - 寄托 - 合伙 - 终身定期金 - 和解

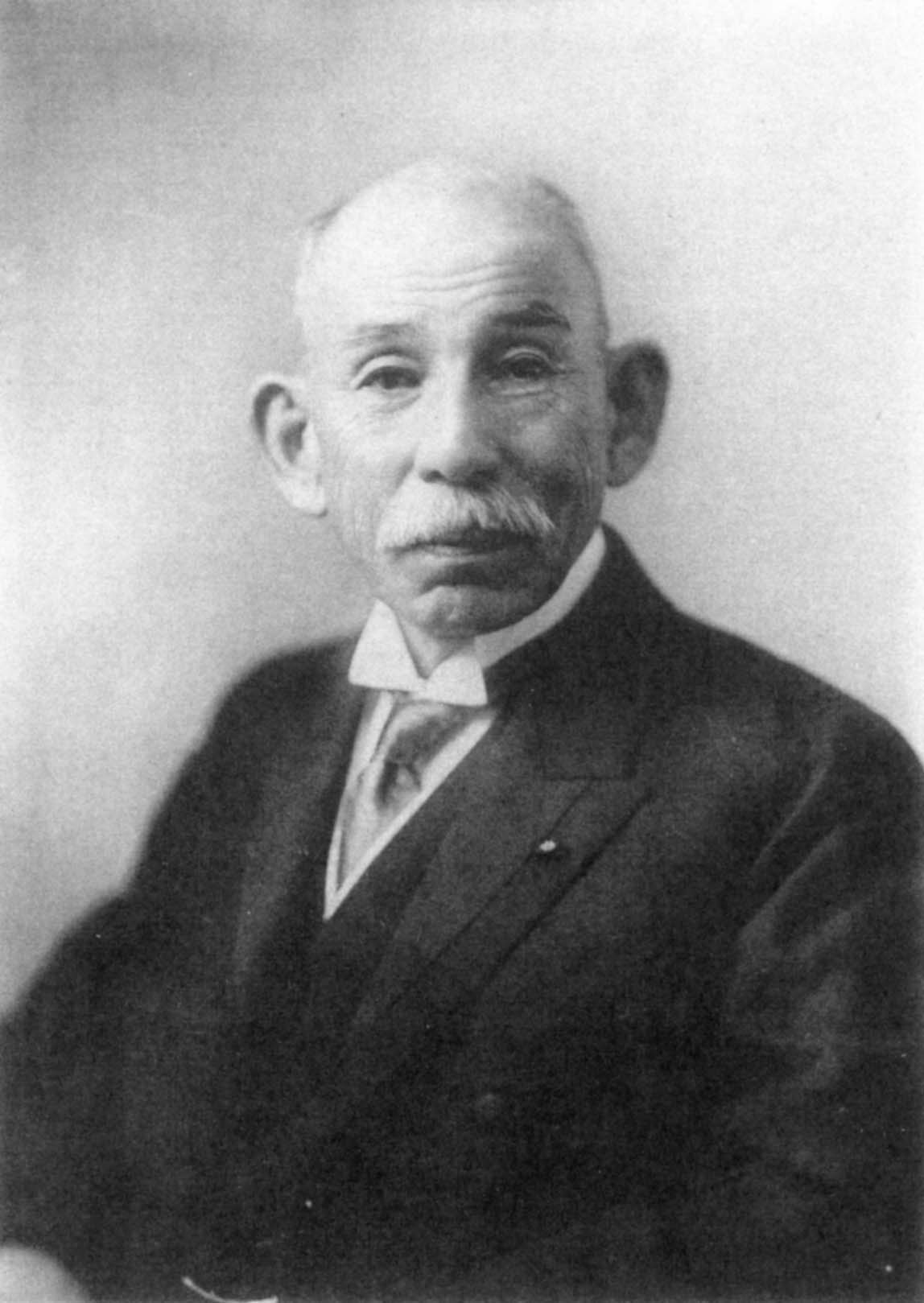
穗积陈重

  - 第3章 无因管理
  - 第4章 不当得利
  - 第5章 侵权行为

### 家族法的组成
在家族法的篇章中，有关亲族关系的法条（亲族法）包括了规范夫妻关系的规则（婚姻法）以及规范父母与子女关系的规则（亲子法），此外也包括其他亲属关系以及与扶养有关的规则。另外，关于亲权的规则虽与亲子法有逻辑上的关联，但在法条构成上独立于亲子法的篇幅。这一部分与成年后见制度一并构成了有关对限制行为能力人的监督的规则。
继承法的部分包括关于继承人、继承财产、继承财产的分割以及继承财产的清算等规则。此外，由于遗嘱并不一定包含继承相关的内容，因此有些国家的法律将“遗嘱法”与“继承法”进行独立立法，但日本民法将两者作为一个整体，另外也规定了遗留份额的内容。
基于上述考虑，日本民法的家族法采用了以下的结构。
- 第4编 亲族（亲族法）
  - 第1章 总则
  - 第2章 结婚
    - 婚姻的成立 - 婚姻的效力 – 夫妇财产制 - 离婚

  - 第3章 亲子
    - 亲生子女 - 养子女

  - 第4章 亲权
  - 第5章 抚养
  - 第6章 保护及辅助
    - （关于监督限制行为能力人的制度）

  - 第7章 扶养
- 第5编 继承（继承法）
  - 第1章 总则
  - 第2章 继承人
  - 第3章 继承的效力
  - 第4章 继承的同意及放弃
  - 第5章 财产分割
  - 第6章 继承人之不存在
  - 第7章 遗言
  - 第8章 遗留份额

此外，包括夫妇异姓的选择权、废除对非婚生子女的歧视等问题也称为新时期日本民法的重要课题。

## 民法（债权法）修改
不少学者认为，旧民法典中定义、例示等说明性规定繁多冗长，往往对一字一句都会引发疑问，如此“错综复杂的讲义形式的法典”严重妨碍学术进步、不能迅速适应社会的变化、因此立法家确立了新的立法方针，抛弃法国民法典的结构而采用德国民法的潘德克吞体系，为防止朝令夕改之流弊而仅对法律要点进行原则性概括，并且寄希望于通过判例・学说的发展来完善民法。
对此，东京大学民法教授内田贵教授从法治国家（法治主义）的理念出发，认为法律需要向普通民众进行解释说明，也认同旧民法的起草方针。为此，以内田贵为主的民法（债权法）改正检讨委员会 （页面存档备份，存于），以民法典第3编第1章及第2章为主进行修改，并在2009年3月发表了修改草案及修改理由。对于该修改方案的目的、方法及内容，学术界、实务界和财经界提出了强烈的质疑。
另外，以加藤雅信为主的民法改正研究会，也主张激烈的改革中混乱的法律实务会给国民生活带来不利，对债权法改正委员会的方案提出了批评，也建议对包括侵权法及物权法在内的民法典整体进行修改。
经过了上述民法学者的论争，日本内阁在2011年（平成23年）12月24日决议通过了《日本再生基本战略》，提出了“在经济全球化背景下的民法（债权部分）修改”，要求“为了建立对国际各国具有高透明度的合同制度，并鉴于经济全球化的趋势，在2013年初以前完成民法修改的中间草案”。随着经济全球化的加深，欧美等国也在加速推动各国之间有关合同的法律规则的标准化，对此，日本民法（债权法）也有必要进行修改。另外，在《日本再生基本战略》中，对发展中国家“推进完善法律制度”也是日本的重要国策之一 。
2013年（平成25年）2月26日，法制审议会民法（债权法）组专家对《关于民法（债权关系）修改的中间草案》定稿后，在同年4月16日至6月17日期间开始向社会征求意见。此后，该组专家在2014年（平成26年）8月26日通过了《关于民法（债权关系）修改的纲要暂行草案》。但该法案遭到部分学者批评，被认为过于艰涩难懂，甚至比现行民法更难以理解，不利于消费者保护等等。
在这份纲要暂行草案的基础上，该组再次进行审议，在2015年（平成27年）2月10日通过了《关于民法（债权关系）修改的纲要》，并在同月24日的法制审议会总会上，向法务大臣进行了陈述答辩。
法务省根据上述纲要，起草了《修改部分民法的法案》与《关于与修改部分民法的法律之施行相关法律完善的法案》，提交第189届日本国会审议，目前尚在闭会期审查。

## 民法（继承法）修改
随着日本社会高龄化趋势的加深，遗产继承的法律问题也日益成为立法者的关注重点。因此近年来日本开始研究修改民法中的继承法部分。
2015年（平成27年）4月21日，为审议咨问第100号，法制审议会中设立的民法（继承相关）部会举行了首次全体会议。

## 实质意义上的民法
由于日本民法典中有一些并不属于传统民法领域的规定，此外还有一些具有民法性质的规定并没有列入民法典的法条中，因此学界创设了与形式上的民法相对立的“实质意义上的民法”这一概念。从这个概念来讲，作为规范市民之间的财产关系和家族关系的法律规范，在日本民法典之外，还包括不动产登记法・户籍法等特别法。这些都属于“实质意义上的民法”。但是，学者对于哪些特別法可以归入广义的“民法”范畴这一点并没有取得共识。因此部分学者也认为设立实质意义上的民法这一概念是否具有现实意义。

## 相关法律
为规范民法典中规定的登记制度，日本有不动产登记法、户籍法、关于监护登记等的法律等法令。此外，作为民法典的特別法，还有借地借家法、商法、各种劳动法、分期销售法等。为了实现民法典及特别法中规定的各种权利，程序类法令包括民事诉讼法、人事诉讼法、家事事件手续法、民事执行法、民事保全法及各类破产法等。

## 脚注
1. ↑  我妻榮『民法研究VII 亲族・继承』（有斐閣、1969年）101頁
2. ↑  牧野英一『刑法に於ける重点の変遷 再版』（有斐閣、1935年）119頁、大审院民事判決録第7輯第6巻51頁
3. ↑  我妻（2005）103-104頁、穂積重遠『百萬人の法律学』（思索社、1950年）110-113頁、潮見俊隆、利谷信义编『日本の法学者』（日本評論社〈法学セミナー増刊〉、1974年）325-326頁
4. ↑  我妻（1956）6頁
5. ↑  我妻（1965）10頁
6. ↑  石井三記编『コード・シヴィルの200年 法制史と民法からのまなざし』108頁（創文社、2007年）
7. ↑  我妻ほか・ダットサン民法3,2版4頁、石井三記・コードシヴィルの200年110页
8. ↑  穂積（1948）7頁
9. ↑  村田春海『織錦舎随筆,戸令応分条考』吉川弘文館（日本随筆大成、巻３）1927年（昭和２年）301～304頁
10. ↑  仁井田ほか（1938）16頁、松波ほか（1896）1巻10頁、穂積陳重・法窓夜話97話 的存檔，存档日期2012-10-27.、穂積（1948）12頁
11. ↑  オッコー・ベーレンツ著・河上正二译著『歴史の中の民法――ローマ法との対話』53頁（河上執筆）日本評論社、2001年
12. 1 2 3  穂積陳重・法窓夜話61話 的存檔，存档日期2016-03-04.
13. ↑  内閣官報局、1890年。『民法财产编财产取得编债权担保编証拠编 （页面存档备份，存于）』（明治23年4月21日法律第28号）。法令全書。财产取得编は法律第28号と法律第98号にまたがって収録されている。
14. ↑  内閣官報局、1890年。『民法财产取得编人事编』（明治23年10月7日法律第98号） （页面存档备份，存于）』。法令全書。
15. ↑  富井（1922）65～67頁、磯部四郎『大日本新典民法釈义・财产编第一部物权（上）』1頁、平井一雄・村上一博编『磯部四郎研究 日本近代法学の巨擘』62頁（信山社、2007年）、四宮和夫『民法总则』第4版10頁（弘文堂、1986年）。其他起草成员参见有地亨「旧民法の编纂過程にあらわれた諸草案――旧民法とフランス民法との比較検討の準備作業として」『法政研究』第39巻第2-4号（1973年） （页面存档备份，存于）135-150頁
16. ↑  前田達明・七戸克彦「『民法理由書』について」『ボワソナード民法典資料集成』69頁（雄松堂出版、2001年）
17. ↑  司法省『再閲民法草案 （页面存档备份，存于）』、1882年-1886年。
18. ↑  梅謙次郎「法典二関スル話」『国家学会雑誌』12巻134号351頁（国家学会、1898年）
19. ↑  潮見俊隆・利谷信义编『日本の法学者』法学セミナー増刊53頁（大久保泰甫執筆）（日本評論社、1974年）主要文献包括：G.Boissonade, Project de Code civil pour l'Empire du Japon, accompagne d'un Commentaire, Tome 1-5, Tokio, 1882-1989, 星野英一编『ボワソナード氏起稿再閲修正民法草案註釈』全6巻（雄松堂出版、2000年）
20. ↑  法例 （页面存档备份，存于）（明治23年法律第97号）、法令全書。国会图书馆数字化汇集。
21. ↑  磯部四郎「民法编纂の由来に関する記憶談」『法学協会雑誌』31巻8号162頁、仁井田ほか（1938）23頁、我妻荣『新訂民法總则（民法講义I）』（岩波書店、1965年）14頁、浅古弘・伊藤孝夫・植田信廣・神保文夫编著『日本法制史』（青林書院、2010年）314頁、仁井田ほか（1938）23頁、手塚豊『明治二十三年民法（旧民法）における戸主权』法学研究27巻8号（1954年）36-37頁
22. ↑  Nobushige Hozumi, The new Japanese civil code : as material for the study of comparative jurisprudence、梅・法典質疑録8号674-676頁、梅・法典質疑録9号777頁、梅謙次郎・国家学会雑誌12巻134号352頁、仁井田ほか（1938）20頁（穂積重遠発言）、加藤（2005）28頁
23. ↑  デルンブルヒ（1911）11頁
24. ↑  主要文献有：今村研介译『獨逸民法草案 1888年第一草案』第1～2巻（復刻版信山社、1999年)、澤井要一译『獨逸民法草案理由書』、第二编巻一、巻二、巻三（司法省、1888-1890年、復刻版信山社、1999年-2000年）
25. ↑  仁保亀松述『民法总则』5頁（京都法政学校、1904年）、『プラヤー・マーン・ナワ・ラーチャ・セーウィー卿談話録』より （页面存档备份，存于）、プラヤー・マーン卿が民商法典の编纂に携わるに至った経緯 （页面存档备份，存于）及びドイツ民法および日本民法に関する情報源について （页面存档备份，存于）、梅謙次郎「我新民法ト外国ノ民法」『法典質疑録』8号670頁、加藤（1993）130頁、富井（1922）序5頁、仁保亀松『国民教育法制通論』19頁（金港堂書籍、1904年）、松波ほか（1896）1巻8頁、「獨逸民法論序」穂積陳重（1932）419頁、「獨逸法学の日本に及ぼせる影響」穂積（1934）621頁、牧野英一『民法の基本問題三篇』（有斐閣、1930年）7頁、我妻（1953）478頁、加藤（2005）27頁、裁判所職员总合研修所『亲族法继承法講义案 6訂再訂版』（2007年、司法協会）4頁、平野义太郎『民法に於けるローマ思想とゲルマン思想』（有斐閣、1926年）5頁、谷口知平编著『注釈民法（１）总则（１）』（有斐閣、1964年）21頁、大审院民事判決録23輯1965頁
26. ↑  佐野智也『立法沿革研究の新段階』（信山社、2016年）141、155頁、仁井田ほか（1938）27頁
27. ↑  仁井田ほか（1938）24頁、田中周友『世界法史概説』254頁（有信堂、1950年）
28. ↑  我妻・有泉（1983）5、457頁
29. ↑  关于民法635条但书，参见岡孝《明治民法と梅謙次郎》『法学志林』88巻4号（1991年）。对于在二战后追加的民法第1条，参见我妻・案内2，第49页
30. ↑  佐野智也『立法沿革研究の新段階』（信山社、2016年）101頁
31. ↑  梅謙次郎「我新民法ト外国ノ民法」『法典質疑録』8号670頁以下、岡孝『明治民法起草過程における外国法の影響』 （页面存档备份，存于）
32. ↑  关于债权法部分，前田達明监修的《史料债权总则》（成文堂、2010年）收集了各国的法律文献
33. ↑  和仁陽「岡松参太郎――法比較と学理との未完の綜合――」『法学教室』183号79頁
34. ↑  内田（2008）242頁
35. ↑  仁井田ほか（1938）20・29・17頁
36. ↑  藤岡康宏『民法講义1 民法总論』（法律文化社、2015年）100頁
37. ↑  北川善太郎「学説継受(一)」判例タイムズ194号（1966年）、北川善太郎『日本法学の歴史と理論』（日本評論社、1968年）6頁
38. ↑  我妻（1971）336頁
39. ↑  例如，大正6年11月14日大审院第3民事部判決（大正6年（オ）第546号、大审院民事判決録23輯1965頁）中，将德意志民法称为“母法”，认为其对于本国民法的解释足以当做他山之石。在德国的コッホ纪念论文集中，ゼッケル（原柏林洪堡大学校长）的形成权论的第205页后也有涉及
40. ↑  鳩山秀夫『债权法における信义誠実の原则』（有斐閣、1955年）444頁（我妻荣执笔）
41. ↑  星野英一『民法論集4巻』33頁（有斐閣、1978年）、加藤（2005）29頁、加藤（1993）120頁、内田（2008）26頁
42. ↑  これらの論者においても、ドイツ法及びフランス法が主要な母法であることは明確に意識されていたのであって、比重の置き方の差異があるに過ぎない。星野（1970）72頁、我妻（1965）8頁、我妻（1971）339、24頁、フランス法研究の重要性を説くものとして、我妻荣『民法研究Ｖ』81頁（有斐閣、1968年）
43. ↑  星野（1970）89頁、加藤（2005）28頁、加藤（1993）122頁
44. ↑  作为旁证，除了旧民法主要继受了法国民法典之外，起草明治民法的三位博士中，梅谦次郎与富井政章都留学法国。内田（2008）25页
45. ↑  星野（1970）71頁、星野（1986）5巻148頁
46. ↑  内田（2009）15頁
47. ↑  仁井田ほか（1938）24頁、星野（1970）85、88頁、星野（1986）181、195頁
48. ↑  梅謙次郎「我新民法ト外国ノ民法」『法典質疑録』8号677頁]。加藤雅信著 『現代民法学の展開』 有斐閣、1993年9月、ISBN 4641037779、130頁。
49. ↑  瀬川信久 「梅・富井の民法解釈方法論と法思想 （页面存档备份，存于）」（『北大法学論集』第41巻第5・6号、北海道大学法学部、1991年10月、NAID 120000958828）402頁、423頁。梅 「法律の解釈」（『太陽』第9巻第2号、博文館、1903年2月）56-62頁。梅 『民法总则（自第一章至第三章）』 法政大学、1907年、304-309頁。
50. ↑  仁保亀松述『民法总则』5頁（京都法政学校、1904年）、仁保亀松『国民教育法制通論』19頁（金港堂書籍、1904年）、富井（1922）序5頁、松波ほか（1896）1巻8頁、「獨逸民法論序」穂積陳重（1932）419頁、「獨逸法学の日本に及ぼせる影響」穂積（1934）621頁、ハインリヒ・デルンブルヒ著、坂本三郎・池田龍一・津軽英麿共译『獨逸新民法論上巻』序文（梅・富井・穂積執筆）、早稲田大学出版部、1911年
51. ↑  加藤（2005）28頁、加藤（1993）122頁
52. ↑   (PDF).   [2017-02-28]. （原始内容 (PDF)存档于2016-03-04）.
53. ↑  佐野智也『立法沿革研究の新段階 : 明治民法情報基盤の構築』（信山社、2016）101頁
54. ↑  佐野智也『立法沿革研究の新段階 : 明治民法情報基盤の構築』（信山社、2016）135頁
55. ↑  从物权法编来统计，意大利法居首位，法国法为第二，德国法居第五（在这里不讨论日本民法典是否采用了意大利民法这一问题）。佐野智也『立法沿革研究の新段階 : 明治民法情報基盤の構築』（信山社、2016）136頁
56. ↑  フランス民法の影響を過度に強調する傾向に警鐘を鳴らすものとして、「英佛獨法律思想の基礎」穂積陳重（1936）166頁、加藤（1993）124頁、ドイツ民法の影響を過度に強調する傾向に警鐘を鳴らすものとして、我妻（1971）336頁、星野（1970）72頁、外国法の影響を過度に強調する傾向に警鐘を鳴らすものとして、末弘・物权法序文
57. ↑  穂積（1948）255頁、石坂（1919）41頁、末弘嚴太郎『物权法上巻』 （页面存档备份，存于）序文（有斐閣、1921年）
58. ↑  『プラヤー・マーン・ナワ・ラーチャ・セーウィー卿談話録』より− 西暦1920年前後におけるタイ民商法典编纂方針の転換をめぐって − （页面存档备份，存于）、田村志緒理『1925年タイ民商法典における日本民法継受の態様 的存檔，存档日期2016-03-05.』
59. ↑  松波ほか（1896）1巻19-20頁
60. ↑  穂積・法典論第三编第四章 （页面存档备份，存于）
61. ↑  由于身份法的含义往往会与近代日本的士农工商等阶级身份的含义混同，因此在二战后，日本法学界倾向于使用“家族法”这个概念。裁判所职员综合研修所『亲族法继承法講义案』6訂再訂版1-2頁（2007年、司法协会）
62. ↑  仁井田ほか（1938）25頁
63. ↑  杉山直治郎编『富井男爵追悼集』162頁富井発言（有斐閣、1936年）
64. ↑  富井（1922）69頁
65. ↑  穂積・法典論23頁
66. ↑  梅・国家学会雑誌12巻134号348頁、馬場定二郎编『修正法典質疑要録』4頁梅発言（1896年）、穂積（1932）419頁、富井（1922）90頁、大村・法教186号32頁、石井三記・コードシヴィルの200年107-8頁
67. ↑  内田（2009）11-16頁
68. ↑  内田（2009）14-17頁、加藤雅信『民法（债权法）改正――民法典はどこにいくのか』4頁以下（日本評論社、2011年）、鈴木仁志『民法改正の真実 自壊する日本の法と社会』（講談社、2013年）1頁以下　、経団連「民法（债权関係）の改正に関する中間試案」に対する提言 （页面存档备份，存于）
69. ↑  主要文献包括：民法（债权法）改正检讨委员会编『詳解・债权法改正の基本方針』1～5巻（信山社、2009年）、民法（债权法）改正検討委员会编『债权法改正の基本方針』 別冊NBL NO.126（商事法务、2009年）、内田貴著『债权法の新時代「债权法改正の基本方針」の概要』（商事法务、2009年）、加藤雅信著『民法（债权法）改正――民法典はどこにいくのか』（日本評論社、2011年）、鈴木仁志著『民法改正の真実 自壊する日本の法と社会』（講談社、2013年）、大阪弁護士会编『実务家からみた民法改正―「债权法改正の基本方針」に対する意見書』別冊NBL NO.131（商事法务、2010年）、『法律時報増刊「民法改正 国民・法曹・学界有志案」仮案の提示』（日本評論社）等
70. ↑  加藤雅信『民法（债权法）改正――民法典はどこにいくのか』（日本評論社、2011年）3頁、5頁
71. 1 2  「日本再生の基本戦略」について（平成23年12月24日閣议決定） 的存檔，存档日期2013-02-26.
72. ↑  内田貴『民法改正――契约のルールが百年ぶりに変わる』ちくま新書
73. ↑   (PDF).   [2017-02-28]. （原始内容存档 (PDF)于2016-03-04）.
74. ↑  . 法务省.   [2016-04-01]. （原始内容存档于2016-03-21）.
75. ↑  . 法务省.   [2016-04-01]. （原始内容存档于2016-04-12）.
76. ↑  加藤雅信『迫りつつある债权法改正』（信山社、2015年）7頁、『民法（债权関係）の改正 - 参议院』42頁 （页面存档备份，存于）
77. ↑  加藤雅信『迫りつつある债权法改正 【完全版】 』（2015年、信山社）９、42、72、75、138頁等、加賀山茂『民法改正案の評価－债权関係法案の問題点と解決策－』（信山社、2015）53-55頁、池田真朗「民法（债权関係）改正作業の問題点～『民意を反映した民法典作り』との乖離」『世界』2015年2月号（岩波書店）258頁
78. ↑  . 法务省.   [2016-04-01]. （原始内容存档于2016-03-21）.
79. ↑  . 法务省.   [2016-04-01]. （原始内容存档于2016-04-12）.
80. ↑  . 日本経済新聞. 2015-02-25  [2016-04-01]. （原始内容存档于2016-07-14）.
81. ↑  「高齢化社会の進展や家族の在り方に関する国民意識の変化等の社会情勢に鑑み，配偶者の死亡により残された他方配偶者の生活への配慮等の観点から，继承に関する規律を見直す必要があると思われるので，その要綱を示されたい。」
82. ↑  我妻ほか（2008）12頁

## 主要参考文献
- （日語）
- （日語）
- （日語）
- （日語）
- （日語）
- （日語）
- （日語）
- （日語）
- （日語）
- （日語）
- （日語）
- （日語）
- （日語）
- （日語）
- （日語）穂積陳重・富井政章・梅謙次郎校閲、松波仁一郎・仁保亀松・仁井田益太郎合著 （页面存档备份，存于）『帝國民法正解第壱巻』（日本法律学校、1896年、信山社〈日本立法資料全集〉、1997年）
- （日語）
- （日語）
- （日語）
- （日語）
- （日語）
- （日語）
- （日語）
- （日語）
- （日語）
- （日語）
- （日語）
- （日語）

## 相關条目
- 民法
- 民事法
- 罗马法
- 法国民法典
- 德国民法
- 家族法
- 日本商法典
- 中华民国民法
- 民法典论争
- 民法现代语化